# Luis Molina (futbolista)
Luis Arnaldo Molina (Lima, 13 de septiembre de 1991) es un futbolista peruano. Juega de defensa y su actual equipo es Independiente San Felipe que participa en la Copa Perú. Tiene 33 años. 

## Clubes
| Club                      | País | Año         |
| ------------------------- | ---- | ----------- |
| Universitario de Deportes | Perú | 2007-2009   |
| América Cochahuayco       | Perú | 2010        |
| Unión Comercio            | Perú | 2011-2012   |
| San Simón                 | Perú | 2013-2014   |
| Cultural Santa Rosa       | Perú | 2015        |
| Unión Fuerza Minera       | Perú | 2016        |
| Defensor Laure Sur        | Perú | 2017 - 2018 |
| DIM                       | Perú | 2019        |
| Defensor Laure Sur        | Perú | 2021 - 2022 |
| Independiente San Felipe  | Perú | 2022 -      |

## Palmarés

### Distinciones individuales
| Distinción                                                                             | Año  |
| -------------------------------------------------------------------------------------- | ---- |
| Incluido en el equipo ideal de la Copa Perú según el portal periodístico DeChalaca.com | 2013 |